# 무안경찰서
무안경찰서(務安警察署, Muan Police Station)는 전라남도경찰청이 관할하는 경찰서 중 하나이다. 전라남도 무안군 무안읍 무안로 479에 위치하고 있다.
서장은 총경으로 보한다.

## 기본 정보
- 주소: 전라남도 무안군 무안읍 무안로 479
- 우편번호: 534-803

## 관할 파출소 및 지구대
무안경찰서는 1개의 지구대와 6개의 파출소를 산하에 두고 있다.
| 명칭       | 사진 | 주소                 | 관할구역       | 치안센터     |
| ---------- | ---- | -------------------- | -------------- | ------------ |
| 승달파출소 |      | 무안읍 불무로 38-11  | 무안읍, 몽탄면 | 몽탄치안센터 |
| 남악지구대 |      | 삼향읍 남악영산길 49 | 삼향읍         |              |
| 현경파출소 |      | 현경면 현해로 106    | 현경면, 망운면 | 망운치안센터 |
| 운남파출소 |      | 운남면 운해로 574-1  | 운남면         |              |
| 일로파출소 |      | 일로읍 일로로 55     | 일로읍         |              |
| 청계파출소 |      | 청계면 영산로 1696   | 청계면         |              |
| 해제파출소 |      | 해제면 양간로 85     | 해제면         |              |

## 같이 보기
- 전라남도지방경찰청